# Natuzzi
Natuzzi è un gruppo industriale italiano attivo nella produzione e distribuzione di arredamento di design, specializzato nella produzione e vendita di divani, poltrone, mobili e complementi d'arredo. L'azienda è quotata al New York Stock Exchange dal 1993.

## Storia
Pasquale Natuzzi inizia la sua carriera nel 1959, all'età di 19 anni, aprendo un laboratorio artigianale a Taranto (tre metri per tre) dove con tre collaboratori costruisce divani e poltrone per il mercato locale. Nel 1962 si trasferisce a Matera dove dal 1967 avvia la produzione di divani e poltrone a livello industriale. Nel 1972 fonda la Natuzzi Salotti Srl. Un anno più tardi, a causa di un incendio che distrugge lo stabilimento di Matera, Pasquale Natuzzi decide di trasferire la produzione nel suo comune natale Santeramo in Colle (Bari), dove si trova tuttora la sede del gruppo.
Intorno alla metà degli anni settanta la Natuzzi si presenta per la prima volta a una fiera dell'arredamento a Bari. Qui iniziano i contatti con alcuni clienti del Medio Oriente: Arabia Saudita, Israele, Giordania. Già nel 1976 l'azienda produce per quei paesi il 60% del suo fatturato, mentre il resto della produzione viene venduto in Italia. Durante un viaggio negli USA, Pasquale Natuzzi avvia un contatto con i grandi magazzini Macy's. E nel maggio 1993 la società viene quotata a Wall Street. Negli anni novanta si apre a Taranto, per iniziativa di Pasquale Natuzzi, il primo negozio della catena in franchising Divani & Divani by Natuzzi.

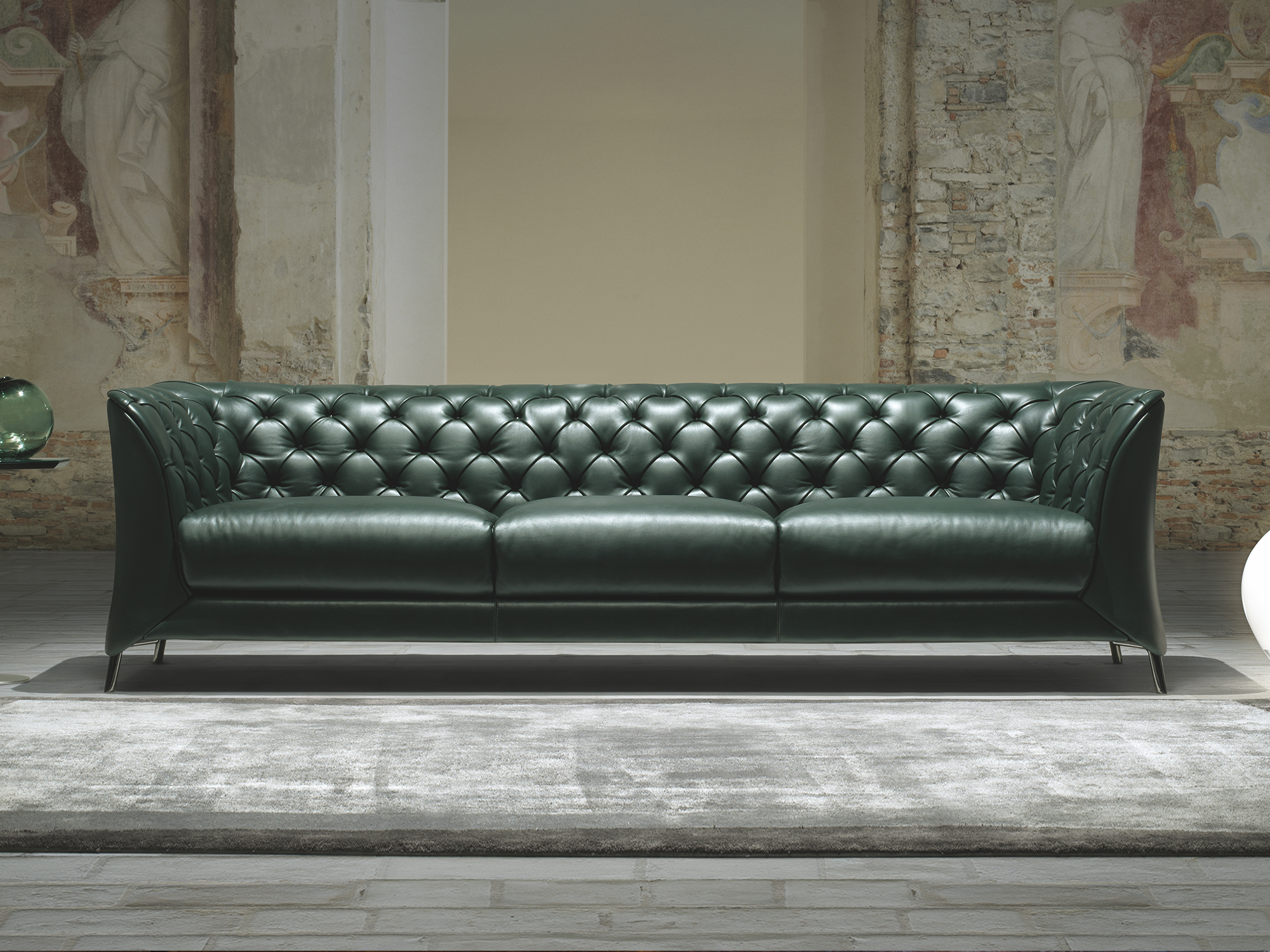
La Scala, divano in pelle verde disegnato da Claudio Bellini per Natuzzi

Nei primi anni 2000, per rispondere ad una competizione divenuta globale, inizia il riposizionamento del marchio: l'azienda comincia a dedicarsi al total living producendo non solo divani e poltrone in pelle, ma anche in tessuto, assieme a mobili per la zona giorno e notte. Apre anche nuovi negozi in tutto il mondo. Questa nuova strategia, centrata sul riposizionamento del marchio Natuzzi, ha richiesto nel corso degli anni adeguati investimenti finanziari. Nel 2013 è così avviata, anche a causa anche della crisi economica mondiale, una ristrutturazione dell'azienda, con ricorso alla cassa integrazione e a piani di riduzione del personale.
Nel gennaio 2018 firma una joint venture con un produttore cinese di mobili e biancheria, Kuka, che investirà 65 milioni di euro per la distribuzione di Natuzzi in Cina. Nel giugno 2018 è firmato al Mise un accordo con i sindacati per il varo del piano industriale "zero esuberi" che ha garantito l'occupazione di 1.562 dipendenti e la riqualificazione di altri 555 in un investimento di oltre una trentina di milioni.
Nel 2021, Antonio Achille è nominato Amministratore Delegato del Gruppo Natuzzi.
Nel maggio 2022, per accelerare l’espansione retail nella Regione Asia-Pacific, è siglata una nuova joint venture con Truong Thanh Furniture Corporation (TTF), una società del settore del mobile, con sede in Vietnam e quotata alla borsa di Ho Chi Minh.
Al 31 dicembre 2022, il Gruppo distribuisce le sue collezioni in 105 paesi nel mondo attraverso negozi e gallerie, gestiti direttamente o da partner terzi, per i suoi due marchi: Natuzzi Italia e Natuzzi Editions (quest’ultimo distribuito in Italia con il brand “Divani&Divani by Natuzzi”), in aggiunta a distributori grossisti.

## Dati economici
Al 31 dicembre 2022, il Gruppo Natuzzi distribuisce la sua produzione in 105 mercati con il 44,5% del fatturato venduto in EMEAI, il 36,3% destinato alle Americhe e il restante 19,2% in APAC. Il Gruppo realizza i suoi prodotti all’interno di siti produttivi ubicati in Italia, Cina, Brasile, Romania, oltre che attraverso un accordo di esternalizzazione con un partner in Vietnam, volto a realizzare prodotti unbranded di fascia medio-bassa per la grande distribuzione all’ingrosso nel nord America. La rete distributiva è formata da 703 negozi monomarca e da 508 gallerie Natuzzi. Il fatturato a fine 2022 è pari ad € 468,5 milioni (€427,4 milioni nel 2021 €328,3 milioni nel 2020 e €387,0 milioni nel 2019). I dipendenti del Gruppo Natuzzi sono 4.053 al 31 dicembre 2022 (4.262 al 2021, 4.346 a fine 2020, 4.615 a fine 2019).